# Marcela Sylvander
Marcela Sylvander, född Petkov 6 maj 1966, är en svensk geovetare och kommunikatör.

## Biografi
Marcela Sylvander avlade Teknologie masterexamen i geovetenskap vid Göteborgs universitet 1990, gick journalistisk baskurs vid Poppius journalistskola 1999 och tog Executive Master of Business Administration vid Handelshögskolan i Stockholm 2002.
Sylvander var 1990–1992 konsult vid Flygfältsbyrån AB i Göteborg, varpå hon 1992–1994 var attachéstipendiat för Sveriges tekniska attachéer i Los Angeles. Åren 1994–1996 var hon departementssekreterare vid Miljödepartementet, varefter hon 1996–2001 var Manager Environmental Affairs vid Scania AB i Södertälje. Hon var 2001–2005 etikanalytiker hos Robur AB i Stockholm och 2005–2016 Director Group Communications vid Boliden AB i Stockholm. Åren 2016–2018 var hon kommunikationsdirektör vid Försvarsmaktens högkvarter. Sylvander var kommunikationsdirektör hos Paues Åberg Communications 2019–2022[källa behövs] och är Chief Communications Officer hos Sweco sedan 2022.[källa behövs]